# Alfred Goudsmit
Alfred Goudsmit (Amsterdam, 17 december 1886 - aldaar, 26 december 1973) was een Nederlandse ondernemer.
Hij was de zoon van Simon Philip Goudsmit, is in 1909 in de Bijenkorf gekomen en werd in 1919 directeur van de N.V..

## Biografie
Geboren en getogen boven de winkel en opgeleid gedurende vijf jaar bij verschillende zaken in het buitenland (waaronder Selfridges) lag zijn kracht met name in de organisatie van het warenhuisbedrijf. Niet zozeer de financieel/juridische aspecten daarvan (hier speelde vooral Leo Meijer tot 1939 een belangrijke rol in), maar vooral de verkoop, de organisatie op de warenhuisvloer alsmede in het managen van en coördineren tussen de wat klantenkring en complexiteit betreft zeer afwijkende behoeften van de drie filialen en de HEMA.
Ook was hij een vertegenwoordiger van de Bijenkorf binnen de Internationale Warenhuisvereniging waar de Bijenkorf in 1930 lid van geworden was. De daar opgedane inzichten, zijn vermogen talent te onderkennen en te delegeren maakte dat de schaal waarin de ontwikkelingen plaatsvonden ook behapbaar waren. Voor de ontwikkeling en groei van de Bijenkorf als warenhuis is dit alles in die fase van de ontwikkeling van groot belang geweest. Na het uittreden van Arthur Isaac in 1928, is Goudsmit naast Leo Meijer (tot zijn pensionering in 1938) tot Directeur-Generaal benoemd, een rol die Goudsmit tot 1955 zou blijven vervullen. Tot 1959 zou hij als commissaris en adviseur aan de Bijenkorf verbonden blijven.